# Sella (Wüstung)
Sella ist eine Wüstung im Naturschutzgebiet "Königsbrücker Heide" auf dem Gelände des früheren Truppenübungsplatzes Königsbrück in Sachsen.

## Geographie

### Lage
Das von Feldern umgebene Dorf Sella lag sieben Kilometer nordwestlich von Königsbrück am Rand der Großenhainer Pflege. Das Platzdorf mit Gelängeflur erstreckte sich in der Mulde eines kleinen Nebenbaches zum Dürrwiesengraben. Der Ortskern bestand aus Drei- und Vierseithöfen, die sich zu beiden Seiten des Baches aneinander reihten; den oberen und unteren Abschluss des Dorfes bildeten Häuslerfluren. Nach Osten hin fiel die Gemarkung zum Tal des Dürrwiesengrabens ab, der dort in die Pulsnitz mündet; dahinter dehnt sich auf der Lausitzer Seite die Krakauer Heide aus. Umgeben wurde das Dorf von zahlreichen Kuppen: nördlich der Eichberg (186 m) und der Weinberg (184 m), nordöstlich der Krakauer Berg (172 m), östlich die Kiefernberge (166 m), südöstlich die Königshöhe (195 m), südlich der Laaken (183 m), südwestlich der Vorwerkberg (204 m), nordwestlich der Galgenberg (190 m) und der Horstberg (190 m). Südlich der Dorfstätte befand sich seit den 1980er Jahren die Operationsbasis Königsbrück der GSSD.

### Nachbarorte
| Lüttichau/Anbau, Lüttichau | (Zochau) †                                  | (Krakau) †    |

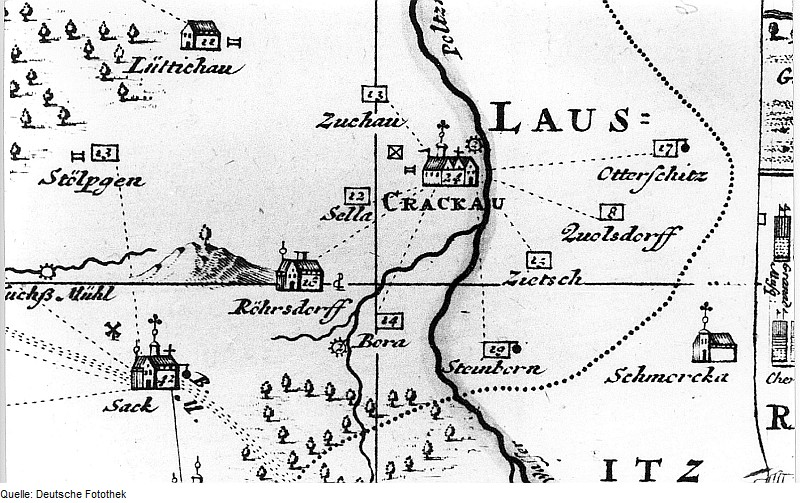
Krakau und Umgebung auf der Zürnerschen Karte, 1711

| Stölpchen                  | Kompassrose, die auf Nachbargemeinden zeigt | (Quosdorf) †  |
| Röhrsdorf, Vorwerk         | (Bohra) †                                   | (Steinborn) † |

## Geschichte
Die erstmalige Erwähnung als Sellende stammt aus dem Jahr 1353. Sella lag im Nordosten der Mark Meißen nahe der Pulsnitz, die die Grenze zur Oberlausitz bildete. 1406 wurde das zur Pflege Großenhain gehörige Dorf mit Selle bezeichnet. Weitere Namensformen waren Selne (1502) und Sellawe (1540). Seit 1551 wurde das Dorf Sella benannt.
Ein Vorwerk ist seit 1417 nachweislich. Sella war seit 1540 nach Krakau eingepfarrt. Von 1551 an war das Dorf immer dem Rittergut Krakau untertänig. Verwaltungsmäßig gehörte Sella seit 1696 zum Amt Hayn und ab 1843 zum Amt Kamenz.
Mit der Neuordnung der sächsischen Verwaltungsstrukturen wurde Sella 1856 dem Gerichtsamt Königsbrück und 1875 der Amtshauptmannschaft Kamenz zugeordnet. 1938 wurde die Gemeinde Sella im Zuge der Erweiterung des Truppenübungsplatzes Königsbrück aufgelöst. Die Anwesen des Dorfes wurden vom Deutschen Reich aufgekauft und die 120 Einwohner umgesiedelt. Die 455 Hektar große Gemeindeflur wurde Teil des Truppenübungsplatzes.
Nach dem Ende des Zweiten Weltkrieges wurde der Truppenübungsplatz durch die sowjetische Besatzungsmacht in Beschlag genommen. Eine Wiederbesiedlung des unzerstörten Dorfes wurde durch den Ortskommandanten der Roten Armee in Königsbrück aus militärischen Gründen nicht gestattet. Später wurde das Dorf zerschossen.
Um 1980 errichtete die GSSD auf dem Laaken, einer Anhöhe zwischen dem Dürrwiesengraben, der Pulsnitz und dem Bohraer Wasser, die Operationsbasis Königsbrück, die ab Mai 1984 aktiv war. 1992 zogen die letzten sowjetischen Truppen ab, das Gebiet wurde zum Naturschutzgebiet Königsbrücker Heide, ist jedoch wegen der hohen Belastung mit Munition nur sehr eingeschränkt begehbar.
Die Dorfstätte Sella ist heute vollständig vom Heidewald umschlossen und teilweise bewaldet, auf zwei Wiesenflächen sind Mauerreste erhalten. Der Rückbau der Operationsbasis Königsbrück erfolgte um 2000.

## Bevölkerungsentwicklung
| Jahr | Einwohner                      |
| ---- | ------------------------------ |
| 1551 | 15 besessene Mann, 13 Inwohner |
| 1764 | 11 besessene Mann              |
| 1834 | 88                             |
| 1871 | 107                            |
| 1890 | 123                            |
| 1910 | 121                            |
| 1925 | 108                            |
| 1938 | 120                            |